# 格雷戈里奥·罗萨尔
格雷戈里奥·罗萨尔（英語：Gregorio Rosal；1947年4月19日—2011年6月22日），化名卡·罗杰（Ka Roger），是新人民军的菲律宾南他加禄地区的梅利托·格洛尔司令部的领导人，1994年至2006年是菲律宾共产党发言人。

## 生平
1947年4月19日生。 是巴勃罗·罗萨尔和克里斯皮纳·克鲁萨特（夫妻都是糖业工人）的六个孩子中的第三个。 在伊班初等学校读小学，在圣詹姆斯学院读高中。同时还打零工、卖蚊帐以及担任jueteng（菲律宾的一个非法数字游戏）收集者维持生计。1971年入读八打雁市的金门大学，第二年退学，并在1972年费迪南德·马科斯宣布戒严前成为菲律宾共产党党员。 是工会组织者和学生活动家，“爱国青年”成员。 1973年被政府安全部队逮捕，被关押在内湖省的维森特·廉营，五个月后逃脱， 加入新人民军。
1970年代和80年代，受命在南他加禄和比科尔建立新人民军部队。 1994年成为菲律宾共产党的官方发言人，通过电视和电台访谈将菲共的观点带入菲律宾家庭。他欢迎来访的记者进入新人民军的营地，经常亲自安排这些活动。 他曾被前菲共中央委员会主席Rodolfo Salas牵连——1988年南他加禄地区叛乱中大力清除可疑间谍的领导人之一，被称为“缺环行动”（Operation Missing Link）。但菲共在2003年发表声明，澄清了他的主要责任。 一些消息来源称，他因未能停止清除而受到“严厉批评和纪律处分”。
至少中风过三次，第一次是在1997年，第二次是在2000年，第三次是在2006年。头两次中风他康复并恢复工作。第三次中风后不再工作。2011年6月22日，在吕宋岛的一个秘密地点死于心脏病。 四个月后菲共发表声明宣布他去世。 2016年，离世五年后，他和他妻子的骨灰被重新埋葬在他的家乡，八打雁省伊班。

## 个人生活
罗杰·罗萨尔与罗萨里奥结婚；她的娘家姓是洛德罗尼奥， 或Dumanais；他们有两个女儿，其中一位是安德里亚，据说是南他加禄的新人民军下属地区的军事部门的书记。 罗萨里奥也参与了共产主义运动，她在2011年的一场交火中死亡。位于奎松市Infanta的新人民军罗萨里奥·洛德罗尼奥·罗萨尔司令部以她的名字命名。
据说罗萨尔喜欢打垒球，而且曾是宗教信徒，他喜欢弹奏吉他和口琴等乐器，而且也喜欢唱歌。 他曾将自己称为“唱歌的恐怖分子”。